# New Orleans Saints 2007
La stagione 2007 dei New Orleans Saints è stata la 41ª della franchigia nella National Football League. La squadra si classificò terza nella propria division con un record di 7-9, mancando i playoff dopo la qualificazione dell'anno precedente.

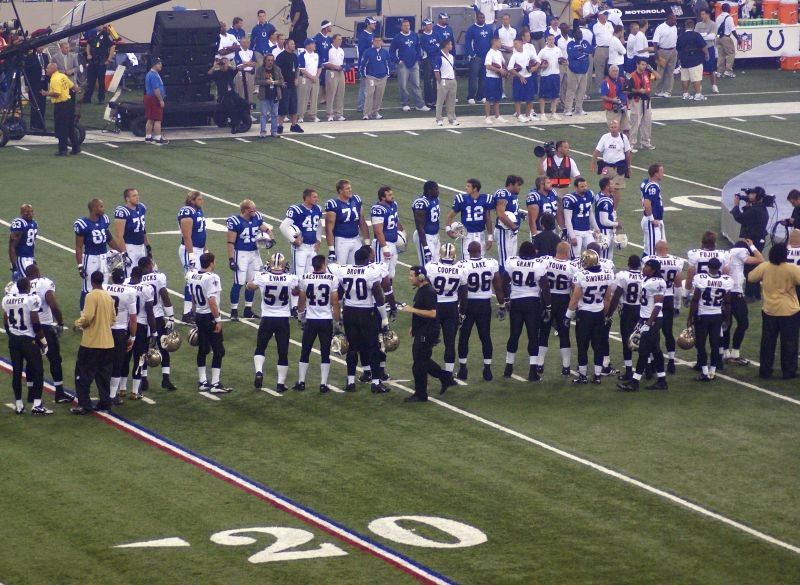
Gli Indianapolis Colts e i Saints nella gara di debutto stagionale il 6 settembre 2007

## Scelte nel Draft 2007
| Scelte dei Saints nel Draft 2007 |        |                 |                  |            |
| Giro                             | Scelta | Giocatore       | Ruolo            | College    |
| 1                                | 27     | Robert Meachem  | Wide receiver    | Tennessee  |
| 3                                | 66     | Usama Young     | Safety           | Kent State |
| 3                                | 88     | Andy Alleman    | Guard            | Akron      |
| 4                                | 107    | Antonio Pittman | Running back     | Ohio State |
| 4                                | 125    | Jermon Bushrod  | Offensive tackle | Towson     |
| 5                                | 145    | David Jones     | Cornerback       | Wingate    |
| 7                                | 220    | Marvin Mitchell | Linebacker       | Tennessee  |

## Roster
| Roster dei New Orleans Saints nel 2007 |
| --- |
| Quarterback - 9 Drew Brees - 10 Jamie Martin Running Back - 25 Reggie Bush - 44 Mike Karney FB - 27 Aaron Stecker - 23 Pierre Thomas Wide Receiver - 12 Marques Colston - 18 Terrance Copper - 19 Devery Henderson - 17 Robert Meachem - 16 Lance Moore - 81 David Patten Tight End - 82 Eric Johnson - 83 Billy Miller Offensive Linemen - 70 Jammal Brown T - 73 Jahri Evans G - 52 Jeff Faine C - 76 Jonathan Goodwin C - 67 Jamar Nesbit G - 78 Jon Stinchcomb T - 64 Zach Strief T Defensive Linemen - 71 Kendrick Clancy DT - 97 Josh Cooper DE - 94 Charles Grant DE - 96 Antwan Lake DT - 91 Will Smith DE - 99 Hollis Thomas DT - 98 Renaldo Wynn DE Linebacker - 54 Troy Evans OLB - 55 Scott Fujita OLB - 50 Marvin Mitchell ILB - 58 Scott Shanle OLB - 51 Brian Simmons - 53 Mark Simoneau ILB Defensive Back - 29 Josh Bullocks FS - 21 Jason Craft CB - 42 Jason David CB - 41 Roman Harper SS - 43 Kevin Kaesviharn FS - 34 Mike McKenzie CB Special Team - 47 Kevin Houser LS - 2 Olindo Mare K - 7 Steve Weatherford P Lista delle riserve - 20 Jay Bellamy FS (IR) - 26 Deuce McAllister RB (IR) - 66 Brian Young DT (IR) |
| Legenda - I rookie sono in corsivo. - Il primo ruolo è il principale mentre gli eventuali successivi indicano i ruoli secondari. - (IR) sta per Injured Reserve ed indica la lista ristretta per un solo giocatore infortunato che può tornare ad allenarsi dopo la settimana 6 e a rientrare in prima squadra dopo che questa ha giocato 8 partite. - (NF-Inj.) / (NF-Ill.) stanno rispettivamente per Non-Football Injured e Non-Football Illness ed indicano le liste dove viene inserito un giocatore che ha un infortunio o una malattia non dipendente dal football americano. - (PUP) sta per Physically Unable to Perform ed indica la lista dove viene inserito un giocatore mentre è in attesa di recuperare la condizione fisica. Nella stagione regolare dopo la sesta partita giocata dalla propria squadra, il giocatore ha tempo tre settimane per riprendere ad allenarsi, più tre settimane aggiuntive dal suo rientro agli allenamenti per rientrare in prima squadra. |

## Calendario
| Stagione regolare |                         |                    |                    |                         |                    |
| Turno             | Avversario              | Risultato          | Record             | Stadio                  | Sintesi            |
| 1                 | at Indianapolis Colts   | S 10–41            | 0–1                | RCA Dome                | Recap              |
| 2                 | at Tampa Bay Buccaneers | S 14–31            | 0–2                | Raymond James Stadium   | Recap              |
| 3                 | Tennessee Titans        | S 14–31            | 0–3                | Louisiana Superdome     | Recap              |
| 4                 | Settimana di pausa      | Settimana di pausa | Settimana di pausa | Settimana di pausa      | Settimana di pausa |
| 5                 | Carolina Panthers       | S 13–16            | 0–4                | Louisiana Superdome     | Recap              |
| 6                 | at Seattle Seahawks     | V 28–17            | 1–4                | Qwest Field             | Recap              |
| 7                 | Atlanta Falcons         | V 22–16            | 2–4                | Louisiana Superdome     | Recap              |
| 8                 | at San Francisco 49ers  | V 31–10            | 3–4                | Monster Park            | Recap              |
| 9                 | Jacksonville Jaguars    | V 41–24            | 4–4                | Louisiana Superdome     | Recap              |
| 10                | St. Louis Rams          | S 29–37            | 4–5                | Louisiana Superdome     | Recap              |
| 11                | at Houston Texans       | S 10–23            | 4–6                | Reliant Stadium         | Recap              |
| 12                | at Carolina Panthers    | V 31–6             | 5–6                | Bank of America Stadium | Recap              |
| 13                | Tampa Bay Buccaneers    | S 23–27            | 5–7                | Louisiana Superdome     | Recap              |
| 14                | at Atlanta Falcons      | V 34–14            | 6–7                | Georgia Dome            | Recap              |
| 15                | Arizona Cardinals       | V 31–24            | 7–7                | Louisiana Superdome     | Recap              |
| 16                | Philadelphia Eagles     | S 23–38            | 7–8                | Louisiana Superdome     | Recap              |
| 17                | at Chicago Bears        | S 25–33            | 7–9                | Soldier Field           | Recap              |

## Classifiche
| NFC South                |   |    |   |      |     |      |     |     |     |
|                          | V | S  | P | %    | DIV | CONF | PF  | PS  | STR |
| (4) Tampa Bay Buccaneers | 9 | 7  | 0 | .563 | 5–1 | 8–4  | 334 | 270 | S2  |
| Carolina Panthers        | 7 | 9  | 0 | .438 | 3–3 | 7–5  | 267 | 347 | V1  |
| New Orleans Saints       | 7 | 9  | 0 | .438 | 3–3 | 6–6  | 379 | 388 | S2  |
| Atlanta Falcons          | 4 | 12 | 0 | .250 | 1–5 | 3–9  | 259 | 414 | V1  |